# St. Kilian's Deutsche Schule
La St. Kilian's Deutsche Schule (anglais : St. Kilian's German School) est une école internationale allemande indépendante située à Clonskeagh, un quartier sud de Dublin, en Irlande.

## Histoire
La St. Kilian's a été fondée au début des années 1950, à partir du projet d'une organisation caritative de Dublin, la Save the German Children Society, fondée en 1945.
Depuis 2002, St. Kilian's partage des sites avec le Lycée français d'Irlande, le campus combiné étant connu sous le nom d'Eurocampus,.

## Programme
La St. Kilian's offre une école maternelle, une école primaire et une école secondaire. L'école est ouverte aux élèves de 4 à 18 ans.
L'allemand est enseigné dès le début, mais n'est pas obligatoire pour l'entrée à l'école. L'école dispense un enseignement de la langue allemande au-delà du niveau requis par le programme d'études allemand irlandais, permettant aux élèves de passer les examens du Sprachdiplom allemand et d'obtenir le niveau linguistique requis pour entrer dans les universités allemandes.
Certaines classes sont partagées avec le Lycée français d'Irlande.

## Fonctionnement et financement
L'école est gérée par une société à responsabilité limitée par garantie, dirigée par des parents. Elle est partiellement financée par le gouvernement allemand.

## Anciens élèves notables
- Charley Boorman - acteur de cinéma et présentateur de carnets de voyage[7]
- Paul Murphy - Député du Parti socialiste irlandais pour la circonscription Dail de Dublin Sud-Ouest[8]
- Denis O'Brien - Fondateur d'Esat Digiphone et actionnaire de contrôle de Digicel